# Peter Andries
Peter Andries (* 26. Juni 1845 in Sankt Aldegund; † 18. Juli 1910 in Trier) war ein deutscher Kaufmann und Erfinder der Treveris Weingläser.

## Leben und Karriere
Peter Andries war der Sohn des aus Sankt Aldegund stammenden Weingutsbesitzers Franz Josef Andries und dessen Ehefrau Barbara geb. Pauly. Während die Familie als musisch, zeichnerisch und maltechnisch begabt galt, zog es Andries nach Beendung seiner schulischen Ausbildung zunächst vor, eine Lehre als Kaufmann abzuschließen. Im Anschluss daran ging er in das nicht allzu weit entfernte Trier, da er sich dort bessere berufliche Chancen ausgerechnet hatte, als dies in seinem Heimatdorf der Fall gewesen wäre. In Trier heiratete er am 17. November 1876 Elisabeth Seiwert, die die Tochter des Glasers Peter Seiwert war und dessen Ehefrau (eine geb. Bammert) ein florierendes Glas- und Porzellangeschäft führte.

### Entwurf des Treveris-Glases
Im Geschäft der Schwiegereltern erwiesen sich nicht nur Peter Andries’ Fähigkeiten als Kaufmann von Vorteil, sondern ebenso seine zeichnerischen Begabungen. Zunächst begann er damit Motive für Kunstverglasungen zu entwerfen. Da sich der Einzelhandel im Geschäft jedoch nicht sonderlich lohnte, schloss er diesem einen Versandhandel an. Nun begann Andries damit, seinen Entwürfen einen exklusiveren Charakter zu verleihen, indem er seine Ideen mit Weinfachleuten besprach, um sie damit in Form und Gestaltung dem besseren Verständnis beim Genuss des Weintrinkens zuführen zu können. Im Jahre 1885 entwarf er schließlich einen Kristall-Kelch, das sogenannte Treveris-Glas, für welches er sich in Trier beim Amtsgericht die Schutzrechte für einen Zeitraum von 40 Jahren sichern ließ. Die Besonderheit dieses Glases bestand nicht nur darin, dass es mundgeblasen war, sondern auch darin, das es einen besonderen manuellen Schliff in Form von 22 Kreuzkerben mit säurepoliertem Dekor erhielt.

## Vertrieb der Gläser
Den ersten Produktions- und Abnahmevertrag schloss Peter Andries seinerzeit mit der lothringischen Christallerie St. Louis ab, wobei er stets alleiniger Rechteinhaber über sein nun zum kultivierten Symbol eines ganzen Weinbaugebietes avancierten Produktes blieb. Hauptabsatzmärkte waren die Eifel-Mosel-Hunsrück-Region, Luxemburg sowie Teile des Saarlands. Selbst in die USA wurden die Gläser exportiert, was aber nur bis zum Ausbruch des I. Weltkriegs anhielt. Nach dem Tode von Peter Andries im Jahre 1910 führte dessen Sohn Josef die Geschäfte weiter. Da nach dem Krieg der nordöstliche Teil Lothringens vom Deutschen Reich abgetrennt wurde, hob man beiderseits den bestehende Vertrag auf. Ab 1919 wurden die Treveris-Gläser von der Kristallglasfabrik Wadgassen, die zur Firmengruppe von Villeroy & Boch gehörte, produziert. Hier wurden die Gläser in Großproduktion und immer noch nach der Originalvorlage bis zum Jahr 1986 hergestellt. Produktionsende der inzwischen auch von anderen Herstellern schlecht imitierten und im Pressverfahren hergestellten Treveris Gläser bei Villeroy & Boch war im Jahre 1990. Der einzig verbliebene Hersteller dieser Kristallgläser war die Firma Spiegelau Glas, welche die Serie bereits seit 1925 produzierte. Bis heute ist die in der Andries-Qualität hergestellte Serie, mit einer geschätzten Jahresproduktion von ca. 20.000 Stück, eine der ältesten Trinkglasserien in Deutschland und in Europa.